# Christoffelpolder
Niet te verwarren met de Sint-Christoffelpolder in Watervliet.
De Christoffelpolder is de polder waarop het dorp Zuidzande is gebouwd. Deze behoort tot de Polders van Cadzand, Zuidzande en Nieuwvliet. 
De 4 ha metende polder werd voor het eerst vermeld in 1537. In dit poldertje stond eertijds de aan Sint-Christoffel gewijde parochiekerk van het dorp Zuidzande. Dit dorp werd echter door de inundaties van 1583 verwoest. In 1617 vond herdijking plaats, waarna op dezelfde plaats een nieuw dorp met de naam Zuidzande werd gesticht.

## Externe bron
- Geschiedenis Zuidzande